# Heinz Bittel

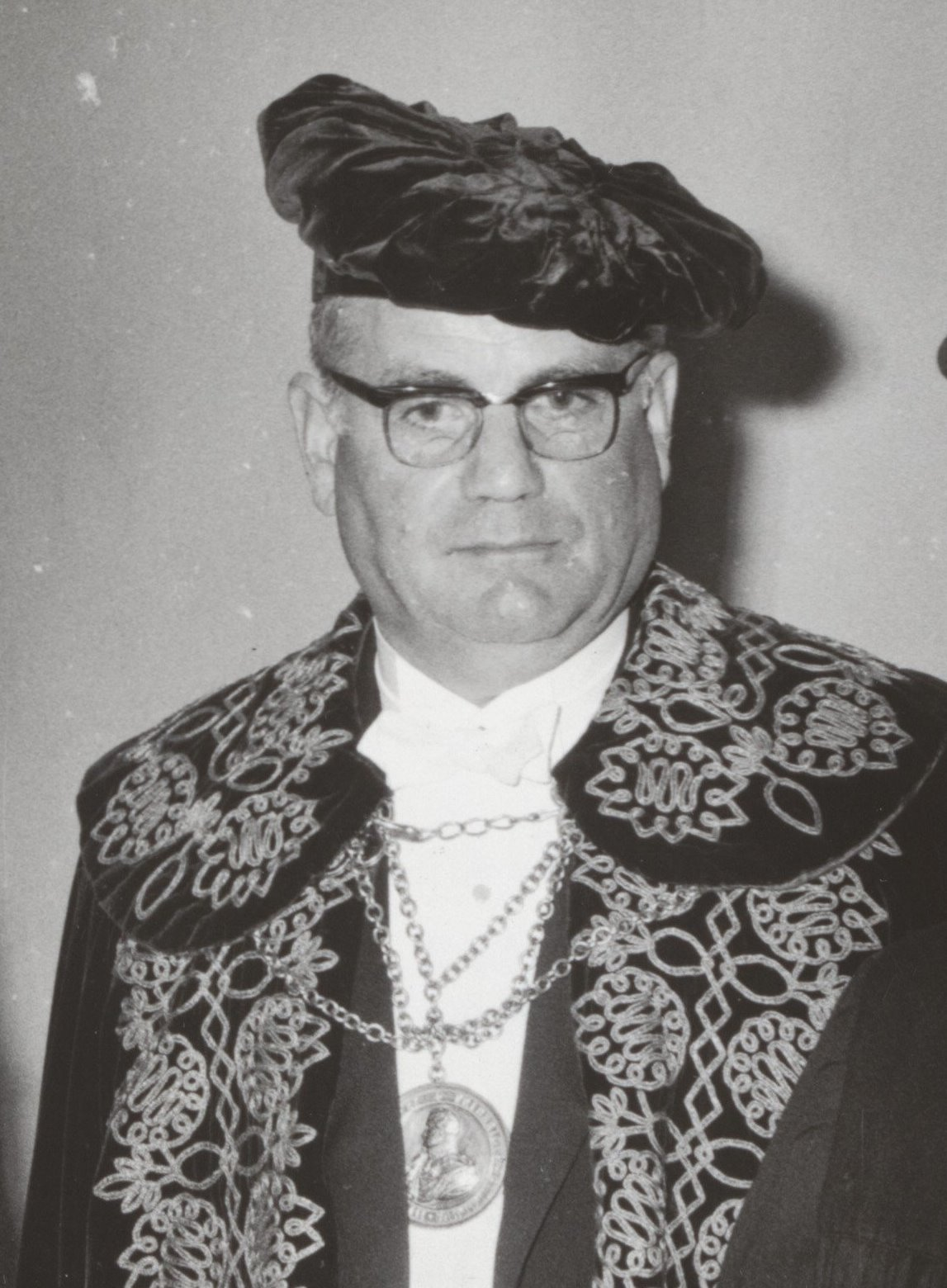
Heinz Bittel (1964)

Heinz Bittel (* 8. März 1910 in Heidenheim an der Brenz; † 10. Februar 1980 in Münster) war ein deutscher Physiker.

## Leben
Heinz Bittel wuchs in seiner Geburtsstadt Heidenheim auf und machte dort am Gymnasium 1929 sein Abitur. Die unterschiedlichen Anlagen und Interessen von Heinz und seinem älteren Bruder, des späteren Prähistorikers Kurt Bittel, wurden durch Eltern und Großeltern früh gefördert; beide machten ihre jeweiligen Erkenntnisse schon als Schüler in Ausstellungen und Vorträgen öffentlich.

## Überblick
Die ferro- und ferrimagnetische sowie ferroelektrische Materialforschung kannte Bittel von Grund auf und förderte sie nachhaltig, Messtechnik beherrschte er weit über diese Gebiete hinaus und war international anerkannter Experte des Phänomens Rauschen.
Industrietätigkeit während des Krieges und fünfjährige Auslandserfahrung nach dem Kriege brachte er erfolgreich ein in die Wissenschaftsverwaltung in Münster sowie in Nordrhein-Westfalen und darüber hinaus. Seine Mitarbeit in hohen nationalen und internationalen Gremien wurde häufig erbeten. Der Schwabe pflegte den Austausch mit Frankreich zum Wohle der Wissenschaft sowie von Universität und Stadt Münster. Bittel war Rektor der Universität Münster, mehrfacher Ehrendoktor und erhielt weitere bedeutende Auszeichnungen.
Leben und Arbeit mit dem Menschen Heinz Bittel in seinem Institut in Münster vermitteln einfühlsam seine Schüler Horst E. Müser, Karl-August Hempel und Wilhelm Große-Nobis.

## Ausbildung zum Physiker
Heinz Bittel begann nach der Reifeprüfung am Heidenheimer Hellenstein-Gymnasium im Jahre 1929 das Studium der Physik und Mathematik an der Universität Tübingen noch unter Walther Gerlach, der den Ruf an das Physikalische Institut der Universität München zum Sommersemester 1930 annahm. Bittel folgte ihm; als seine weiteren Lehrer seien Arnold Sommerfeld und Constantin Carathéodory genannt. Gerlach hielt ihn vom Wechsel des Studienortes nach Göttingen ab, indem er ihm ein Promotionsthema anbot; er vermutete Abweichungen vom Additivitätsgesetz des Brechungsindex eines Gasgemisches durch Wechselwirkung zwischen den Molekülen. Bittel wurde 1935 promoviert. Die quantitativ genaue Mischung der Gase stellte eine besondere Herausforderung dar. Mit dem Michelson-Interferometer war unter Beobachtung mit Photozellen kein signifikanter Einfluss beobachtet worden.
Das Forschungsgebiet erschien bei der schon erreichten Genauigkeit nicht hinreichend vielversprechend; Bittel wechselte zur Festkörperphysik und erforschte den Ferromagnetismus des Nickels. Spontane Polarisation und elektrischer Widerstand am Curie-Punkt, reversible und irreversible Vorgänge bei thermischer Zustandsänderung sowie Verhalten nach Kaltbearbeitung und Wärmebehandlung von möglichst reinem Nickel (1938) sind die Fragestellungen.

1938 erfolgte die Habilitation in München, 1939 die Ernennung zum Dozenten. Kurz zuvor (1937) hatte Bittel die zeitbedingten Anforderungen für die Universitätslaufbahn erfüllt; er genoss keinen weiteren Vorzug, und ein persönliches Bekenntnis zum Nationalsozialismus ist daraus nicht zu folgern. Bittel wurde Ende August 1939 vor Beginn des Überfalls auf Polen zur bespannten Artillerie eingezogen.

## Forschung und Entwicklung als Industriephysiker
Seit Anfang 1940 beteiligte sich Bittel auf Drängen Gerlachs zunächst an Forschungen für die Marine, zu denen die führenden Magnetiker verpflichtet worden waren. Für diese Aufgabe wurde er auf Anforderung durch den Oberbefehlshaber der Kriegsmarine vom Heer entlassen. Im September 1941 wurde Bittel Abteilungsleiter bei der Firma Askania-Werke AG, Berlin-Friedenau, unter Beurlaubung von der Universität München; gegen Kriegsende wurde Bittel außerplanmäßiger Professor. Nach Vorlesungen im Sommer 1945 in Schleswig, vgl. Universität Kiel, dem stagnierenden Aufbau dort und dem vom Alliierten Kontrollrat in Berlin ab Mai 1946 verhinderten Aufbau eines Ingenieurbüros der Askania in Immenstaad am Bodensee, siehe dazu Bodenseewerk, arbeitete Bittel seit 1946 in Saint-Raphaël (Var) im Dienst der Marine nationale als Leiter eines Laboratoriums mit zwei Dutzend deutschen Mitarbeitern an elektro-akustischen Entwicklungen und Signalverarbeitung für Ortung im Seewasser.
Zuletzt bestand Kontakt zu Forschern und Instituten in Frankreich insbesondere auf magnetischem Gebiet und dem der Signalverarbeitung.

## Akademische Tätigkeit

### Professur
Heinz Bittel wurde 1951 Professor an der Universität Münster als Gründungsdirektor des Instituts für Angewandte Physik. In der damaligen schwach besetzten Hochschullandschaft des neu gebildeten Bundeslandes Nordrhein-Westfalen sollte der zunächst Technische Physik genannte Zweig in Westfalen nahe dem östlichen Ruhrgebiet verfügbar sein. Das Land Nordrhein-Westfalen hatte zunächst einen schnellen Neubau der Physikalischen Institute geplant, der sich jedoch um fünfzehn beziehungsweise fast dreißig Jahre verzögerte. Das Institut konnte in dem 1903 errichteten ehemaligen Preußischen Oberpräsidium am Schlossplatz Räume nach und nach hinzu gewinnen, ehe im Herbst 1966 mit dem Bezug des Institutsneubaus Angewandte Physik das Naturwissenschaftliche Zentrum am Coesfelder Kreuz erste Gestalt annahm.
- Erinnerung: Doch die damals zu „beackernde Landschaft“ reichte weiter, wie an den von der Universität Münster mit Vortragenden unterstützten Hochschultagen oder Universitätswochen erkennbar ist. Bittel beispielsweise bereiste das Gebiet von Hagen im Süden bis Emden und Oldenburg sowie Mönchen-Gladbach bis Minden und Detmold.[8] Diese Vortragsreihen mit breitem Themenspektrum erreichten durch teils ausführliche Presseberichte weitere Kreise der Bevölkerung in einer Zeit erschwerter Teilnahme an Wissenschaft und Kultur.

### Forschung und Lehre
Bittel pflegte an seinem Lehrstuhl die Forschungsgebiete Rauschen, einschließlich Stromrauschen, vgl. Wärmerauschen, elektrischer Leitungsmechanismus in dünnen Metalldrähten und magnetische Widerstandsänderung extrem dünner Nickeldrähte, Piezo- und Ferroelektrika in Bauelementen und letztere als Beispiele von Festkörpern mit Phasenumwandlung und Polarisationsschwankungen am Umwandlungspunkt, Ferrimagnetische Resonanz, vgl. Ferrimagnetismus, nichtlineare Magnetisierungsprozesse und Barkhausen-Effekt, sowie Flusstransportrauschen beim Supraleiter vom Typ II. Schließlich sei Spannungsoptik als ein Beispiel von der Industrie gewünschter Untersuchungen erwähnt. Zusätzlich zur Anregung oder Aufnahme dieser Themen ließ Bittel selbst manche seiner Vorkriegsfragen aufleben, grundlegende Begriffe der Physik modellhaft bearbeiten sowie neueste Konzepte wie den Laserstrahl und Holographie bearbeiten.
Mit Ferroelektrika, Ferrimagnetischer Resonanz und Supraleitung verließen drei Forschungsgebiete das Institut für Angewandte Physik, als sie außerhalb Münsters Keimzellen für die Lehrstühle von vier seiner Schüler wurden.
Die besondere Klarheit in Anlage und Vortrag seiner Vorlesungen mit einprägsamen Formulierungen ließ die Studierenden den Gehalt leichter verarbeiten und gewann sie als Mitarbeiter. Weit über die Forschungsgebiete hinaus ließ Bittel physikalische Themen im Hauskolloquium vortragen, wobei seine Erklärungen häufig erhellender waren als die von der vorgetragenen Publikation dargebotenen. Diese Veranstaltung gewährte besonders die günstige breite Ausbildung, die seine Schüler erfolgreich in Industrie, Forschungsinstituten, Verwaltungen oder als Lehrende an Fachhochschulen umsetzten und – sie war für die vielen Studierenden mit Ziel Staatsexamen besonders förderlich. Streben nach Verkürzung der Ausbildungsdauer war Bittels früh erkanntes Ziel.
Als die Universität 1958 die erste elektronische Rechenanlage Zuse Z22 erhielt, war Bittel gern bereit, sie in sein Institut aufzunehmen. Die röhrenbestückte Anlage wurde 1962 gegen die transistorisierte Z23 ausgetauscht; sie ging 1966 an das 1964 gegründete Institut für Numerische und Instrumentelle Mathematik.
Für das Institut für Angewandte Physik erreichte Bittel ein zweites Ordinariat, das 1967 mit Wilfried Hampe besetzt wurde unter Erweiterung um die Thematik Spektrum der magnetischen Permeabilität und Forschungsgebiete der Halbleiterphysik.
Heinz Bittel wurde im Jahre 1976 emeritiert.

## Berufungen und Ehrungen
Bittel wurden höchste Leitungsfunktionen in Industrie und staatlicher Wissenschaftsverwaltung auf nationalen sowie internationalen Positionen angeboten; getreu seinen ganz besonderen Fähigkeiten als Lehrer (Gerlach 1951) nahm er jedoch nur der akademischen Forschung und Lehre nahestehende Ämter in Münster und außerhalb an, von denen die Mitgliedschaft im Verwaltungsrat der Kernforschungsanlage Jülich (1954–1959) und im Gründungsausschuss der Ruhr-Universität Bochum (1961–1966) genannt seien.
Mit Eugen Kappler und Wilhelm Klemm gehörte er zu den führenden Persönlichkeiten, die für die Verwirklichung des Naturwissenschaftlichen Zentrums der Universität Münster am Coesfelder Kreuz handelten. Heinz Bittel war Rektor der Universität Münster im Akademischen Jahr 1963/64. Die Pflege der Verbindungen zu Forschungsinstituten und Hochschulen Frankreichs war ihm ein besonderes Anliegen. Heinz Bittel war Ehrendoktor der Universität Lille und der Universität-Orléans-Tour. Die Stadt Lille ehrte ihn mit ihrer Silbermedaille. Sein anhaltendes Interesse an der französischen Kultur wurde 1972 durch die Ernennung zum Offizier des Ordre des Palmes Académiques gewürdigt.
Heinz Bittel wurde 1973 zum Ordentlichen Mitglied der Rheinisch-Westfälischen Akademie der Wissenschaften gewählt.

## Schriften (Auswahl)
- mit Leo Storm: Rauschen. Eine Einführung zum Verständnis elektrischer Schwankungserscheinungen. Berlin, Heidelberg, New York, Springer 1971, ISBN 3-540-05055-8.
- Von natürlichen und künstlichen Magneten. Die Bedeutung atomarer Ordnungszustände für den Magnetismus. Münster, Aschendorff 1974. (Rede bei der feierlichen Übernahme des Rektoramtes am 15. November 1963).